# Републикански път III-2009
Републикански път IIІ-2009 е третокласен път, част от Републиканската пътна мрежа на България, преминаващ изцяло по територията на Варненска област. Дължината му е 11,7 km.
Пътят се отклонява наляво при 178,4 km на Републикански път I-2 източно от град Девня и се насочва на север по долината на река Девня. Веднага пресича автамягистрала „Хемус“, минава през западната част на село Чернево и в центъра на град Суворово се свързва с Републикански път III-2901 при неговия 18,6 km.
| Пътища, отклоняващи се надясно (населено място, № на пътя, посока на пътя) | km   | Пътища, отклоняващи се наляво (посока на пътя, № на пътя, населено място) |
| -------------------------------------------------------------------------- | ---- | ------------------------------------------------------------------------- |
| Община Девня, I-2, 178,4 km ←                                              | 0,0  | ← 178,4 km, I-2, Община Девня                                             |
| автамягистрала „Хемус“, 399 km ←                                           | 0,4  | ← 399 km, автамягистрала „Хемус“                                          |
| Община Суворово, (за с. Кипра) общински път ←                              | 3,7  | Община Суворово                                                           |
| (за с. Просечен) общински път, с. Чернево ←                                | 6,5  | с. Чернево                                                                |
| (от 8,8 km на II-29) III-2901, 18,6 km, гр. Суворово →                     | 11,7 | → гр. Суворово, 18,6 km, III-2901 (до с. Ветрино)                         |